# Parafia św. Augustyna w Lipinach Śląskich
Parafia Świętego Augustyna – katolicka parafia w Świętochłowicach, w dzielnicy Lipiny Śląskie, w dekanacie świętochłowickim, istniejąca od 21 września 1888 roku.

## Historia
W dniu 18 stycznia 1873 roku wikariat generalny wrocławski wystąpił do rejencji w Opolu z wnioskiem o ustanowienie w Lipinach samodzielnej parafii i oddzielenia jej od macierzystej parafii św. Barbary w Królewskiej Hucie. Wniosek ten nie został przyjęty, ponieważ sprawa natrafiła na trudności stwarzane przez państwo pruskie, które podjęło walkę z Kościołem katolickim (Kulturkampf). W 1888 roku zarząd kościelny ponowił prośbę o erygowanie parafii, które ostatecznie nastąpiło 21 września 1888 roku w czasie konsekracji kościoła św. Augustyna przez biskupa wrocławskiego Georga Koppa z Wrocławia.

## Działalność parafii
Ks. Józef Michalski rozpoczął wraz ze swoją posługą pracę nad uszlachetnieniem i wychowaniem parafian. W swoich kazaniach, głoszonych po polsku, nawoływał do rzucania nałogów. Dla zwalczania pijaństwa założył Bractwo Wstrzemięźliwości, które swoją działalnością spowodowało, że wielu parafian rzuciło nałóg. 26 sierpnia 1873 założono parafialną bibliotekę, która dysponowała dość sporą liczbą książek w języku polskim i niemieckim. Pod koniec 1874 w parafii istniało już ponad dziesięć organizacji kościelnych.
W dniu 19 lutego 1893 z okazji 50. rocznicy święceń biskupich Ojca Świętego Leona XIII odbyła się uroczysta msza święta połączona z wieczorną procesją. Przeszła ona ulicami Lipin i Chropaczowa. Ulice, domy i okna były iluminowane i oflagowane flagami z barwami papieskimi i narodowymi.
Po dziś dzień procesje Bożego Ciała są jednymi z najbarwniejszych na Śląsku. W procesji uczestniczą górnicy w historycznych strojach oraz mieszkańcy Lipin.

## Proboszczowie
- ks. Józef Michalski 1873-1893
- ks. Jan Ronczka 1893-1900
- ks. Wincenty Musialik 1901-1922
- ks. Emanuel Sowa 1923- 1947
- ks. Paweł Bendkowski administrator 1947-1957; proboszcz 1957-1958
- ks. Antoni Gasz administrator 1958-1987
- ks. Marian Jaromin 1987-2000
- ks. Janusz Stanik od 2000 - administrator; proboszcz 2001-2005
- ks. Bogdan Wieczorek od 2005-2019
- ks. Mariusz Dronszczyk od 2019